# Johann Christoph Troppaneger

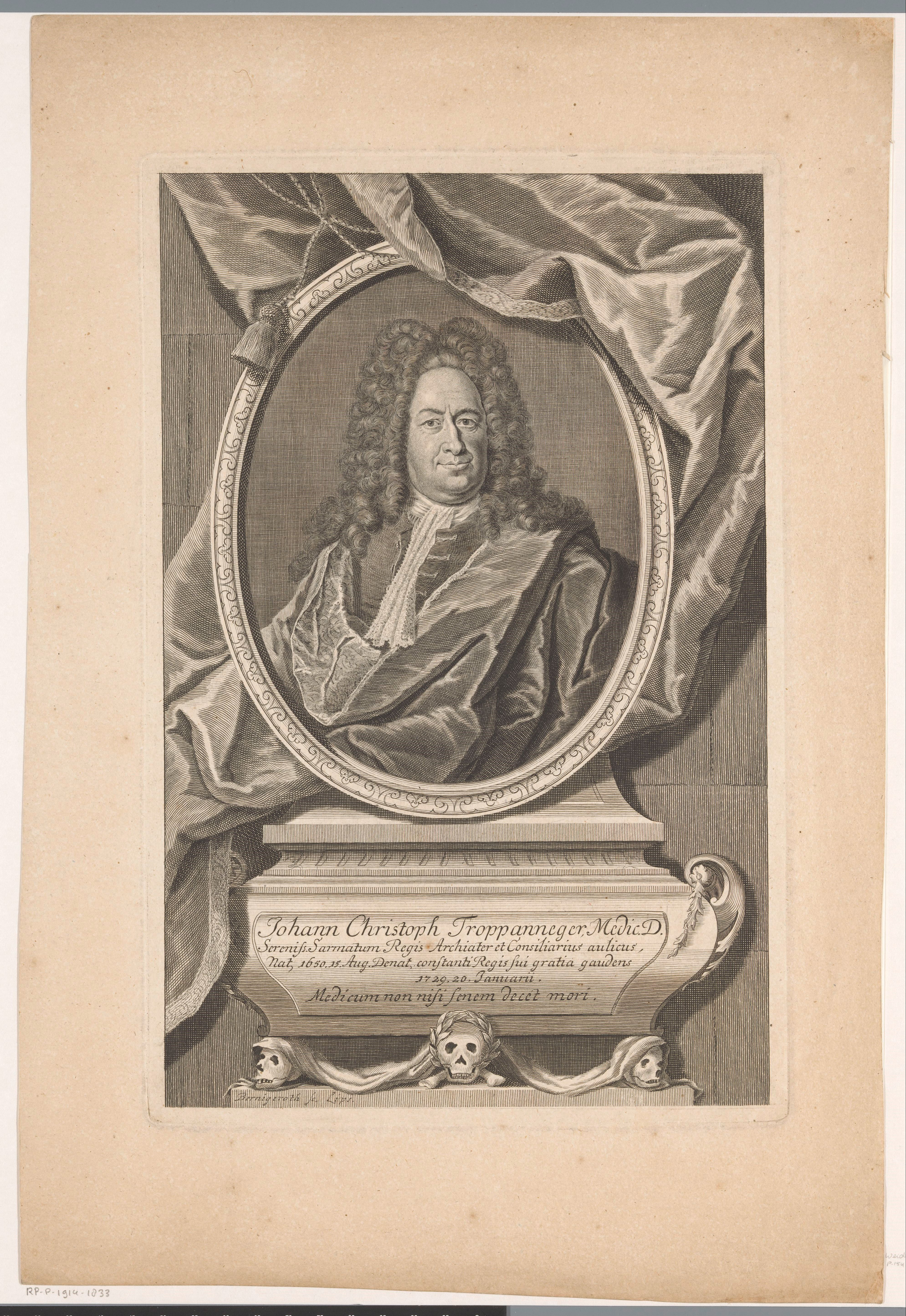
Porträt von Troppaneger in Barock-Positur

Johann Christoph Troppaneger (auch Troppaniger; * 15. August 1650 in Lissa; † 20. Januar 1729 in Dresden) war ein kursächsischer Leibarzt und Hofrat, der drei verschiedenen Kurfürsten diente und diese auf zahlreichen Feldzügen begleitete. Er behandelte hochrangige Persönlichkeiten seiner Zeit und war an der Gründung einer bedeutenden medizinischen Institution, des Collegium Medicum Universale in Dresden, beteiligt.

## Ausbildung
Johann Christoph Troppaneger wurde am 15. August 1650 in Lissa, heute Leszno in Polen, zwischen Breslau und Posen geboren. Sein Vater Christoph Troppaneger war Kaufmann in Lissa und hatte 1642 Eva Jander geheiratet, die Tochter des Bürgermeisters von Groß-Schirma bei Freiberg, Johann Jander. Sein Urgroßvater Christoph Troppaneger, ein promovierter Arzt, musste Padua aus religiösen Gründen verlassen und arbeitete später in Breslau. Aufgrund des Einfalls schwedischer Truppen und der Pest zog die Familie 1655 nach Görlitz.
Johann Christoph besuchte das Gymnasium in Görlitz unter den Rektoren David Vechner und Christian Funcke. Er wurde im Sommersemester 1664 als Nicht-Vereidigter an der Universität Leipzig immatrikuliert, und seine vereidigte Aufnahme erfolgte im Wintersemester 1672 ebenfalls in Leipzig. Seine praktischen medizinischen Kenntnisse erwarb er bei Andreas Petermann, der als Physikus der Ämter und Städte Delitzsch, Zörbig und Bitterfeld tätig war und 1691 zum ordentlichen Professor für Anatomie und Chirurgie in Leipzig berufen wurde. Am 14. April 1676 disputierte Troppaneger in Leipzig unter Michael Ettmüller über das Thema De malo hypochondriaco.

## Beruf
Troppaneger setzte seine medizinische Laufbahn nach seiner Promotion an der Universität Padua im Jahr 1675 fort. Er begann in Torgau zu praktizieren, wo er erfolgreich zahlreiche Patienten, die an den Blattern und Masern litten, behandelte. Eine bedeutende Wendung in seiner Karriere trat ein, als er die Behandlung eines geheimen Sekretärs übernahm, der ursprünglich vom kursächsischen Leibarzt Heinrich Boezo betreut wurde. Als Boezo mit Kurfürst Johann Georg III. auf Reisen ging, wurde Troppaneger mit der weiteren Behandlung betraut.
Am 29. Juni 1677 wurde Troppaneger zum Hofarzt und 1680 zum Pestarzt ernannt. Er musste jedoch 14 Jahre warten, bis er eine Stelle als Leibarzt erhielt.
Die weiteren Jahre seiner Karriere waren geprägt von der Betreuung hochrangiger Persönlichkeiten. 1689, während des Pfälzischen Erbfolgekrieges, begleitete Troppaneger Kurfürst Johann Georg III. an den Rhein. Trotz einer Erkrankung des Kurfürsten, die eine Rückkehr nach Hause erforderlich machte, kehrte der Kurfürst 1690 zum Kriegsschauplatz zurück, um den Oberbefehl über die Reichsarmee zu übernehmen. Troppaneger, der zunächst den erkrankten Kurprinzen betreuen musste, wurde erneut gerufen, als der Kurfürst in Tübingen krank wurde. Trotz größter Anstrengungen, einschließlich des Einsatzes seines Pferdes bis zur Erschöpfung, erreichte Troppaneger Tübingen zu spät: Kurfürst Johann Georg III. verstarb dort am 12. September 1691.
Unter Johann Georg IV., der ihn am 27. September 1691 zum Leibarzt bestellte, erweiterten sich Troppanegers Verantwortlichkeiten deutlich. Neben dem unverheirateten Kurfürsten betreute er auch die Kurfürstinwitwe und den Bruder des Kurfürsten Friedrich August.
Ab 1694 war er Leibarzt des Kurfürsten Friedrich August. Als der Kurfürst 1696 zum Oberbefehlshaber der kaiserlichen Hauptarmee in Ungarn ernannt wurde, um den Krieg gegen die Türken fortzuführen, begleitete Troppaneger ihn. Für die Dauer des Feldzuges erhielt Troppaneger neben seinem üblichen Gehalt von 500 Florin eine lebenslange Zulage von 300 Florin aus der Oberkämmerei sowie eine monatliche Zulage aus der Feldhofkasse. Zusätzlich erweiterte sich sein Patientenkreis, da nun auch Augusts Ehefrau Christiane Eberhardine von Brandenburg-Bayreuth und seine Mutter Anna Sophie von Dänemark von ihm versorgt werden sollten. Die Verpflegung wurde ihm bei Reisen in der „Feld-Hoffstadt“, vermutlich während der Kriegszüge, gestellt.
Als August die Möglichkeit erhielt, die polnische Königskrone zu übernehmen, trat die Türkenabwehr in den Hintergrund und Troppaneger begleitete seinen Dienstherren in dessen neues Königreich. Für seine langjährigen Dienste und die Betreuung seiner Vorgänger im Amt sowie seine Teilnahme an mehreren Feldzügen – einschließlich einer Begleitung des Königs nach Moskau – verlieh ihm König August später den Hofratstitel.
Als Graf Johann Friedrich von Wolfframsdorff, königlich-polnischer und kurfürstlich-sächsischer Kammerherr, Legationsrat und Amtshauptmann zu Rochlitz, 1707 eine anonyme Schmähschrift gegen seinen Dienstherrn veröffentlichen ließ, wurde er verhaftet und bis zu seinem Tod am 29. Juli 1712 gefoltert. Elf Tage vor seinem Tod bat er Kurfürst August um medizinische Hilfe, woraufhin dieser ihm seinen Leibarzt Johann Christoph Troppaneger schickte.
Zudem spielte Troppaneger eine zentrale Rolle bei der Gründung des Collegium Medicum Universale in Dresden, wo er als einer der Initiatoren fungierte. Diese Institution sollte später eine wichtige Rolle in der medizinischen Bildung und Praxis in der Region spielen.
Troppaneger starb am nach längerer Krankheit am 20. Januar 1729 in seinem Haus in Dresden. Nach einer Trauerfeier, bei der Superintendent Valentin Ernst Löscher die Leichenpredigt hielt, wurde er in den Katakomben der Dresdner Frauenkirche bestattet.

## Familie
Troppaneger heiratete am 26. Juni 1677 Christina Dorothea Birnbaum, die Tochter seines Leibarztkollegen Abraham Birnbaum. Während seiner Abwesenheit als Pestarzt starb Christina Dorothea an der Pest in Torgau. Ein weiterer schwerer Schicksalsschlag traf ihn, als eine seiner Töchter während seiner Begleitung von Johann Georg IV. in Dänemark verstarb.
Am 21. Oktober 1681 heiratete Troppaneger seine zweite Ehefrau Catharina Salome Martini, Tochter des kursächsischen Geheimrats Wolf Caspar Martini und Susanna Elisabeth Hass. Sie verstarb am 7. Juli 1722 und wurde in der Kreuzkirche in Dresden begraben. Ihr gemeinsamer Sohn Traugott Friedrich Troppaneger war bereits am 28. März 1704 verstorben.
Drei Söhne Troppanegers promovierten in den drei höheren Fakultäten. Johann Friedrich Troppaneger diente als Appellationsrat und Assessor des Schöppenstuhls. Wolfgang Caspar studierte an der Universität Wittenberg und erlangte dort am 30. April 1710 den Magistergrad. Er wurde später Dr. theol. und Pfarrer Primarius in der Lausitz. Christian Gottlieb Troppaneger folgte seinem Vater als kursächsischer Hofarzt und promovierte 1718 unter Friedrich Hoffmann in Halle. Am 16. Februar 1722 heiratete er Christiane Eleonore Ferber, Tochter des kursächsischen Geheim- und Kammersekretärs Andreas Ferber. Christian Gottlieb übte neben seiner Rolle als Hofarzt auch die Funktion des Amt- und Landphysikus in Dresden aus.